# Guerra Civil de Geòrgia

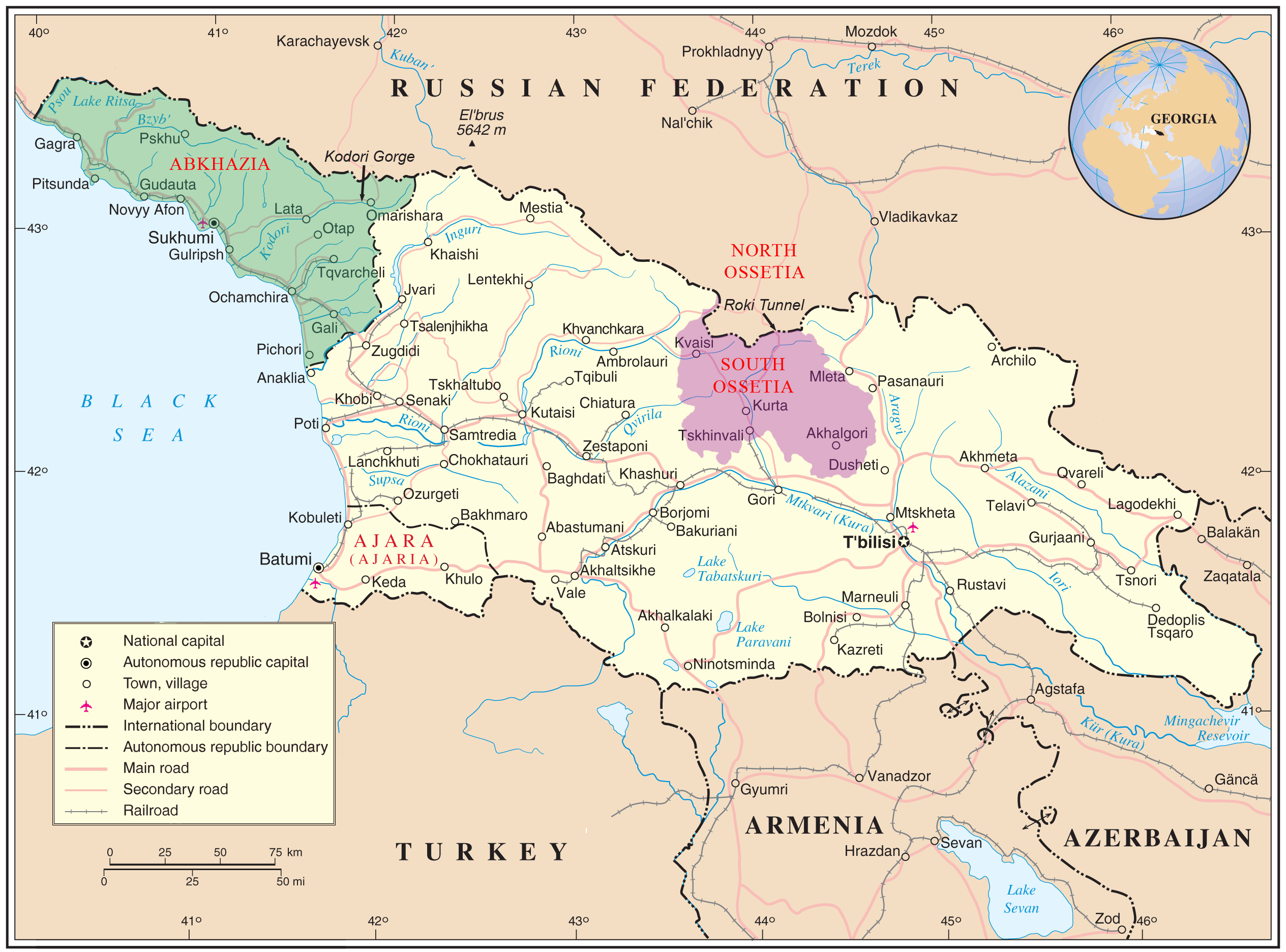
Geòrgia i les seues repúbliques separatistes del Caucas: Abkhàsia (verd) i Ossètia del Sud (roig).

La Guerra Civil de Geòrgia o també anomenada Guerra Civil georgiana, és un conflicte interètnic i intranacional entre diferents regions d'Ossètia del Sud i d'Abkhàzia, tot i que també es refereix al cop d'Estat dels militars del 21 de sembre del 1991 al 6 de gener del 1992 en contra del President democràticament escollit de Geòrgia, Zviad Gamsakhúrdia, fent referència també al seu posterior sollevament en un intent per recuperar el poder el 1993.

## Orígens del conflicte
En el moment de la dissolució de la Unió Soviètica, els Estats Units varen designar com a il·legítimes les fronteres de l'URSS posteriors al pacte germano-soviètic del 1933. Degut a açò, l'administració del president Bush dona suport obert a les secessions als estats bàltics, és a dir, Estònia, Letònia i Lituània, però, en canvi, guarda certa distància amb les secessions transcaucàsiques, opinant-ne que es tracta d'afers interns soviètics.
No debades, moviments d'autodeterminació de les minories ètniques Ossetes i Abkhàzies de Geòrgia demanen el ple reconeixement a principi dels anys 1990. Geòrgia hi respon amb la força militar, intentant, d'aquesta manera, sufocar les forces separatistes. El 5 de gener del 1991, la guàrdia nacional georgiana entra a Tskihinvali, capital d'Ossètia del Sud, provocant l'inici de combats armats a la ciutat. La crisi osseto-georgiana fou de fet un dels primers problemes als quals es va haver d'enfrontar Zviad Gamsakhúrdia.

## Cop d'estat
El 20 de desembre del 1991, els combatents de Kitovani miren de fer esforços per derrocar en un últim atac a Zviad Gamsakhúrdia. Dos dies més tard, els rebels prenen possessió de diferents establiments governamentals i ataquen el parlament, on el president Zviad Gamsakhourdia i els seus s'hi havien refugiat. El 6 de gener del 1992 el govern del president i el president mateix es veuen forçats a abandonar el país, direcció Armènia i acabant a Txetxènia, on hi trobà Djokhar Doudaïev, president secessionista txetxè i reconegut per Gamsakourdia.

## Resistència zviadista
El cop d'estat provocà l'establiment d'un govern transitori (el Consell Militar) format per un triumvirat inicial, Djaba Ioseliani, Tenguiz Kitovani i Tenguiz Sigoua. Tanmateix, el president destituït continuà rebent suport de Geòrgia. Durant el seu asil va governar o, en qualsevol cas, mira de governar el país durant uns 18 anys. Per exemple, els actors implicats a favor del govern de Gamsakhourdia, els anomenats "zviadistes", van començar a manifestar-se als carrers de Tbilissi. Armats intenten impedir al govern transitori la seva funció. Però la situació fa empitjorar el conflicte. Al mes de febrer del 1992 els combats a Ossètia del Sud s'accentuen.